# Carazinho (kommun)
Carazinho är en kommun i Brasilien.   Den ligger i delstaten Rio Grande do Sul, i den södra delen av landet, 1 500 km söder om huvudstaden Brasília. Antalet invånare är 59 301.
Följande samhällen finns i Carazinho:
- Carazinho

Trakten runt Carazinho består till största delen av jordbruksmark. Runt Carazinho är det ganska tätbefolkat, med 134 invånare per kvadratkilometer.